# Контора Госэлектросиндиката
Контора Госэлектросиндиката — пятиэтажное здание в Центральном районе Новосибирска, построенное в 1929 году. Архитектор — И. А. Бурлаков. Пример административного сооружения в стиле конструктивизма. Памятник архитектуры регионального значения.

## Описание
Здание возведено в 1928—1929 годах для новосибирского филиала Госэлектросиндиката; впоследствии в нём разместилось предприятие «Сибэлетромонтаж».
Главным северным фасадом сооружение обращено к улице Горького и Первомайскому скверу. Оно формирует единый фронт застройки с другими строениями более позднего периода, которые примыкают к его восточному и западному фасадам.
Под домом находится подвал. Позднее над зданием был надстроен пятый этаж, а со стороны южного фасада появились двухэтажные пристройки.

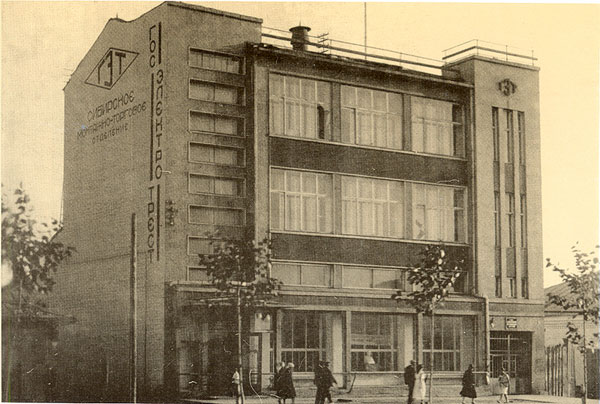
Здание конторы Госэлектросиндиката в 1930-х годах.

Строение состоит из железобетонного каркаса и ограждающих кирпичных стен и базируется на ленточных бутовых фундаментах. Стены с цоколем покрыты камневидной штукатуркой. Крыша здания первоначально была двускатной, с металлическим покрытием и чердаком, впоследствии утраченным.
Главный трёхчастный фасад композиционно асимметричен. Его левый фланг заглублён, тогда как правый напротив выдаётся относительно средней широкой части.
К витринам первого этажа, изначально устроенного для торговых предприятий, позднее пристроили остеклённый тамбур. Оконные проёмы второго этажа низкие. На уровне третьего и четвёртого этажей в центре здания размещены большие витражи. Широкие окна пятого этажа отделены выдающимся карнизом.
В левой части здания находится лестничная клетка с горизонтальными окнами, контрастирующими с вертикальными сгруппироваными по три щелевидными проёмами правой выступающей части фасада.
В межоконном пространстве третьего и четвёртого этажей размещена надпись «СИБЭЛЕКТРОМОНТАЖ», слева от которой друг над другом расположены два медальона.
Фасад здания завершается высоким парапетом.
Основные габариты — 21,3 × 12,6 м.